# غود أنجيلز كوشيتسه
غود أنجيلز كوشيتسه (بالسلوفاكية: Good Angels Košice)‏ هو فريق كرة سلة سلوفاكي للسيدات تأسس في سنة 2001 يقع مقره في كوشيتسه. ينافس في الدوري الأوروبي لكرة السلة للسيدات.

## أبرز اللاعبات
- كريستال لانجهورن
- كاترين كرايفيلد
- كيلي مازانتي
- جانيل مكارفيل
- ريكونا ويليامز
- كانديس دوبري
- بلينيتي بيرسون
- جيا بيركنز
- دانيال ماكراي
- تيانا كريفاتشفيتش
- إيرين فيليبس
- يلينا ليوتشانكا
- ناتاشا لاسي

## وصلات خارجية
- الموقع الرسمي